# Sdej Trumot
Sdej Trumot (hebrejsky שְׂדֵי תְרוּמוֹת‎, anglicky Sdei Trumot, v oficiálním seznamu sídel Sede Terumot) je vesnice typu mošav v Izraeli, v Severním distriktu, v Oblastní radě Emek ha-Ma'ajanot.

## Geografie
Leží v nadmořské výšce 130 metrů pod mořskou hladinou v intenzivně zemědělsky využívaném Bejtše'anském údolí, které je součástí Jordánského údolí. V okolí obce se nacházejí četné vydatné prameny, ale původní vádí protékající údolím byla většinou kvůli zemědělskému hospodaření svedena do umělých vodotečí. Údolí je rovinaté, s rozsáhlými plochami umělých vodních nádrží a zemědělských pozemků. Člení ho jen nevelké pahorky, většinou lidského původu coby stopy dávného osídlení jako Tel Te'omim a Tel Nufar severovýchodně odtud. Zhruba 3 kilometry na západ od vesnice se terén prudce zvedá do svahů pohoří Gilboa s horami Har Malkišua nebo Har Avner (499 m n. m.), ze kterých do údolí stékají vádí Nachal Avner a Nachal Malkišua.
Vesnice je situována 32 kilometrů jižně od Galilejského jezera, 7 kilometrů západně od Jordánu, cca 6 kilometrů jižně od města Bejt Še'an, cca 78 kilometrů severovýchodně od centra Tel Avivu a cca 62 kilometrů jihovýchodně od centra Haify. Obec obývají Židé, přičemž osídlení v tomto regionu je ryze židovské. Sdej Trumot tvoří společně s mošavy Rechov a Revaja a se společnou osadou Tel Te'omim aglomeraci vzájemně propojených zemědělských vesnic zvaných Jišuvej Bikura (ישובי ביכורה).
Sdej Trumot je na dopravní síť napojen pomocí severojižního tahu dálnice číslo 90.

## Dějiny
Sdej Trumot byl založen v roce 1951. Zakladateli obce byli židovští přistěhovalci z Kurdistánu. Velká část z nich pocházela z vesnice v severním Iráku zvané Sandur (סנדור), kde se již před příchodem do Izraele zabývali zemědělstvím.
Jméno obce je odvozeno od biblického verše z 2. knihy Samuelovy 1,21: "'Ó hory Gelboe, ani rosa, ani déšť nespadej na vás, ani tu buď pole úrodné'"
V obci je 61 soukromých zemědělských statků (intenzivní skleníkové hospodářství). Každá z nich má výměru 40 dunamů (4 hektary). Zbylá část obyvatel se zabývá podnikáním nebo pracuje v jiných obcí.
Zařízení předškolní péče o děti a základní škola se nacházejí v komplexu Bikura (ביכורה) ve středu zdejší aglomerace vesnic, na severním okraji mošavu Sdej Trumot. V komplexu Bikura jsou i další veřejné služby a instituce, které využívají obyvatelé okolního bloku vesnic, jako plavecký bazén a sportovní areály, obchod a knihovna. V Sdej Trumot je k dispozici synagoga.

## Demografie
Obyvatelstvo mošavu Sdej Trumot je smíšené, tedy sekulární i nábožensky orientované. Podle údajů z roku 2014 tvořili naprostou většinu obyvatel v Sdej Trumot Židé (včetně statistické kategorie „ostatní“, která zahrnuje nearabské obyvatele židovského původu ale bez formální příslušnosti k židovskému náboženství).
Jde o menší sídlo vesnického typu se stagnující populací. K 31. prosinci 2014 zde žilo 432 lidí. Během roku 2014 populace stoupla o 2,9 %.
| Rok            | 1961 | 1972 | 1983 | 1995 | 2001 | 2003 | 2004 | 2005 | 2006 | 2007 | 2008 | 2009 | 2010 | 2011 | 2012 | 2013 | 2014 |
| -------------- | ---- | ---- | ---- | ---- | ---- | ---- | ---- | ---- | ---- | ---- | ---- | ---- | ---- | ---- | ---- | ---- | ---- |
| Počet obyvatel | 377  | 469  | 472  | 410  | 421  | 431  | 418  | 441  | 442  | 434  | 435  | 423  | 423  | 417  | 422  | 420  | 432  |